# جاکومو بوناونتورا
جاکومو بوناونتورا (به ایتالیایی: Giacomo Bonaventura) بازیکن فوتبال اهل ایتالیا است که برای باشگاه فیورنتینا بازی می‌کند.

## دوران باشگاهی

### آتالانتا
بوناونتورا در ۴ مه ۲۰۰۸ نخستین بازی خود را برای تیم آتالانتا برابر لیورنو انجام داد. این تنها بازی او در فصل ۰۸–۲۰۰۷ بود. بعد از گذراندن دو دوره قرضی در تیم‌های پرگوکریما و پادوا به آتالانتا بازگشت.
در تاریخ ۹ نوامبر ۲۰۱۰ بوناونتورا اولین گل خودش را برای آتالانتا مقابل مودنا به ثمر رساند. او از مهم‌ترین بازیکنان آتالانتا در فصل ۱۱–۲۰۱۰ بود و با زدن ۹ گل فصل را با قهرمانی در سری بی به پایان رساند. در ۱۱ آوریل ۲۰۱۲ او اولین گلش را در سری آ مقابل ناپولی به ثمر رساند. گل بعدی او در تاریخ ۲۹ آوریل در برد ۲–۰ مقابل فیورنتینا به ثمر رسید. او برای اولین بار دو گل مقابل سیه‌نا در تاریخ ۳ مارس ۲۰۱۳ به ثمر رساند.

### میلان

#### فصل ۱۵–۲۰۱۴
در آخرین روز فصل نقل و انتقالات ایتالیا در تاریخ ۱ سپتامبر ۲۰۱۴، پس از این که میلان در جذب جاناتان بیابانی شکست خورد، بوناونتورا را از آتالانتا را با مبلغ ۷ میلیون یورو به خدمت گرفت. پس از امضای قرارداد با میلان، مدیربرنامهٔ او اعلام کرد که جیاکومو بعد از بستن قرارداد گریست چون آرزوی او پوشیدن پیراهن میلان بود. به محض ورودش به میلان، شماره ۲۸ که پیشتر توسط اربی امانوئلسن پوشیده می‌شد به او داده شد. در تاریخ ۱۴ سپتامبر او نخستین بازی خود را برای میلان برابر پارما انجام داد که با برد ۵–۴ میلان همراه بود؛ او در همین بازی گل نخست تیمش را به ثمر رساند. گل دوم او برای میلان در ۲۹ اکتبر برابر کالیاری به ثمر رسید؛ همچنین او بهترین بازیکن زمین در آن بازی شناخته شد. در ۱۲ دسامبر در بازی مقابل ناپولی یک گل زد یک پاس گل به جرمی منز داد تا دوباره بهترین بازیکن زمین نام بگیرد. در بازی برابر ساسوئولو بوناونتورا موفق به زدن گل شد و کمی بعد با دریافت کارت زرد دوم از زمین مسابقه اخراج شد؛ این برای نخستین بار در دوران ورزشی‌اش بود که اخراج می‌شد. در تاریخ ۳۰ می او دو گل مقابل تیم سابقش آتالانتا به ثمر رساند و میلان بازی را ۳–۱ به پایان رساند. او فصل را با ۷ گل و ۵ پاس گل به پایان رساند.

#### فصل ۱۶–۲۰۱۵
در ۲۳ اوت ۲۰۱۵، بوناونتورا نخستین بازی فصلش را در باخت ۲–۰ برابر فیورنتینا انجام داد. در بازی بعدی برابر امپولی، او به عنوان یار تعویضی در دقیقه ۵۵ به جای سوسو به میدان آمد و توانست پاس گل برتری لوئیز آدریانو را بدهد. در ۱۹ سپتامبر بوناونتورا یک پاس گل به کارلوس باکا داد و یک گل از ضربه آزاد در برد ۳–۲ میلان مقابل پالرمو به ثمر رساند. یک گل و یک پاس گل نیز ثمره بازی بعدی او مقابل اودینزه بود و بازی با نتیجه ۳–۲ به پایان رسید. او دوباره زمینه‌ساز گل‌های کارلوس باکا و فیلیپه مکسز در برد ۳–۱ مقابل لاتزیو در ۱ نوامبر بود. او به عملکرد خوبش زیر نظر سینیشا میهایلوویچ ادامه داد و به یکی از بازیکنان اساسی تیم تبدیل شد. پس از از دست دادن بازی مقابل تیم سابقش آتالانتا به دلیل محرومیت؛ در بازی برابر سمپدوریا گل نخست تیمش را به ثمر رساند و بازی با نتیجه ۴–۱ به نفع میلان به پایان رسید. او یک گل دیگر در جام حذفی ایتالیا مقابل کروتونه از روی ضربه آزاد به ثمر رساند. او فصل را با ۷ گل و ۸ پاس گل به پایان رساند.

#### فصل ۱۷–۲۰۱۶
در تاریخ ۲۳ دسامبر ۲۰۱۶، بوناونتورا گل تساوی را در بازی سوپرجام ایتالیا مقابل یوونتوس به ثمر رساند؛ کمی بعد در ضربات پنالتی نیز پنالتی خود را به گل تبدیل کرد تا میلان با برتری ۴–۳ قهرمان این جام شود. در روز ۱۸ ژانویه ۲۰۱۷ بوناونتورا قراردادش را با میلان تا سال ۲۰۲۰ تمدید کرد. در روز ۲۹ ژانویه در بازی برابر اودینزه در حالی که بوناونتورا تک گل تیمش در باخت ۲–۱ را به ثمر رسانده بود، دچار مصدومیت در ناحیهٔ ران پا شد و به دلیل جراحی از همراهی تیم در ادامه فصل ناتوان ماند.

## دوران ملی
بوناونتورا بعد از بازی برای زیر ۱۹ سال ایتالیا و زیر ۲۰ سال ایتالیا اولین بازی خودش را برای تیم ملی بزرگسالان در تاریخ ۳۱ مه ۲۰۱۳ مقابل سن مارینو انجام داد که با برد ۴–۰ ایتالیا همراه بود.

## سبک بازی
بوناونتورا یک هافبک تهاجمی سریع و سخت کوش، با تکنیک و دید بالاست. او با تحرک بالایی که دارد قابلیت بازی در پست‌های مختلف را داراست و می‌تواند استارت‌های هجومی بزند. او استعداد بالایی در نگهداشتن توپ به دلیل مهارت بالای خود دارد که برای هم تیمی‌های خود در هنگام حرکت، ایجاد فضا می‌کند. او توانیی گل زنی و بازی سازی را به خوبی دارد.

## آمار و اطلاعات

### باشگاه
آمارها تا پایان ژانویه ۲۰۱۷
| باشگاه           | فصل     | لیگ      | لیگ        | لیگ    | جام حذفی ایتالیا | جام حذفی ایتالیا | جام‌های اروپایی | جام‌های اروپایی | دیگر جام‌ها | دیگر جام‌ها | مجموع      | مجموع  |
| باشگاه           | فصل     | دسته     | تعداد بازی | گل زده | تعداد بازی       | گل زده           | تعداد بازی     | گل زده         | تعداد بازی | گل زده     | تعداد بازی | گل زده |
| ---------------- | ------- | -------- | ---------- | ------ | ---------------- | ---------------- | -------------- | -------------- | ---------- | ---------- | ---------- | ------ |
| آتالانتا         | ۲۰۰۷–۰۸ | سری آ    | ۰          | ۰      | ۰                | ۰                | —              | —              | —          | —          | ۱          | ۰      |
| آتالانتا         | ۲۰۰۸–۰۹ | سری آ    | ۱          | ۰      | ۰                | ۰                | —              | —              | —          | —          | ۱          | ۰      |
| آتالانتا         | ۲۰۰۹–۱۰ | سری آ    | ۱          | ۰      | ۱                | ۰                | —              | —              | —          | —          | ۲          | ۰      |
| آتالانتا         | ۲۰۱۰–۱۱ | سری بی   | ۳۱         | ۹      | ۲                | ۰                | —              | —              | —          | —          | ۳۳         | ۹      |
| آتالانتا         | ۲۰۱۱–۱۲ | سری آ    | ۲۹         | ۲      | ۱                | ۰                | —              | —              | —          | —          | ۳۰         | ۲      |
| آتالانتا         | ۲۰۱۲–۱۳ | سری آ    | ۳۵         | ۷      | ۱                | ۱                | —              | —              | —          | —          | ۳۶         | ۸      |
| آتالانتا         | ۲۰۱۳–۱۴ | سری آ    | ۳۱         | ۵      | ۱                | ۰                | —              | —              | —          | —          | ۳۲         | ۵      |
| آتالانتا         | ۲۰۱۴–۱۵ | سری آ    | ۱          | ۰      | ۰                | ۰                | —              | —              | —          | —          | ۱          | ۰      |
| آتالانتا         | مجموع   | مجموع    | ۱۳۰        | ۲۳     | ۶                | ۱                | —              | —              | —          | —          | ۱۳۶        | ۲۴     |
| پرگوکریما (قرضی) | ۲۰۰۸–۰۹ | لیگا پرو | ۴          | ۱      | ۰                | ۰                | —              | —              | —          | —          | ۴          | ۱      |
| پرگوکریما (قرضی) | مجموع   | مجموع    | ۴          | ۱      | ۰                | ۰                | —              | —              | —          | —          | ۴          | ۱      |
| پادوا (قرضی)     | ۲۰۰۹–۱۰ | سری بی   | ۱۵         | ۰      | ۰                | ۰                | —              | —              | ۲          | ۱          | ۱۷         | ۱      |
| پادوا (قرضی)     | مجموع   | مجموع    | ۱۵         | ۰      | ۰                | ۰                | —              | —              | ۲          | ۱          | ۱۷         | ۱      |
| میلان            | ۲۰۱۴–۱۵ | سری آ    | ۳۳         | ۷      | ۱                | ۰                | —              | —              | —          | —          | ۳۴         | ۷      |
| میلان            | ۲۰۱۵–۱۶ | سری آ    | ۳۳         | ۶      | ۶                | ۱                | —              | —              | —          | —          | ۳۹         | ۷      |
| میلان            | ۲۰۱۶–۱۷ | سری آ    | ۱۹         | ۳      | ۲                | ۱                | —              | —              | ۱          | ۱          | ۲۲         | ۵      |
| میلان            | مجموع   | مجموع    | ۸۵         | ۱۶     | ۹                | ۲                | —              | —              | ۱          | ۱          | ۹۵         | ۱۹     |
| مجموع            | مجموع   | مجموع    | ۲۳۴        | ۴۰     | ۱۵               | ۳                | —              | —              | ۳          | ۲          | ۲۵۲        | ۴۶     |

### ملی
| ۲۰۱۳  | ۱ | ۰ |
| ۲۰۱۴  | ۱ | ۰ |
| ۲۰۱۵  | – | – |
| ۲۰۱۶  | ۶ | ۰ |
| مجموع | ۸ | ۰ |

## افتخارات

### باشگاهی

#### آتالانتا
سری بی: ۱۱–۲۰۱۰

#### میلان
سوپرجام فوتبال ایتالیا: ۲۰۱۶